# Aeródromo Los Alerces
El Aeródromo Los Alerces (OACI: SCLR), es un terminal aéreo ubicado junto a la localidad de Chaitén, Provincia de Palena, Región de Los Lagos, Chile. Es de propiedad privada.